# Pulfero
Pulfero (Podbonesec en slovène , Pulfar en frioulan) est une commune italienne de la province d'Udine dans la région Frioul-Vénétie Julienne en Italie.

## Administration
| Période | Période  | Identité                 | Étiquette            | Qualité |
| ------- | -------- | ------------------------ | -------------------- | ------- |
| 1985    | 1990     | Specogna Giuseppe Romano | Democrazia Cristiana | maire   |
| 1990    | 1995     | Specogna Giuseppe Romano | Democrazia Cristiana | maire   |
| 1995    | 1999     | Marseglia Nicola         | Centro               | maire   |
| 1999    | 2004     | Domenis Piergiorgio      | Liste civique        | maire   |
| 2004    | 2009     | Domenis Piergiorgio      | Liste civique        | maire   |
| 2009    | 2014     | Domenis Piergiorgio      | Liste civique        | maire   |
| 2014    | en cours | Melissa Camillo          | Liste civique        | maire   |

Elements de Ministère des Affaires étrangères de l'Intérieur

### Hameaux
Antro/Landar, Biacis/Bijača, Brischis/Brišča, Calla/Kau, Cicigolis/Ščigla, Coliessa/Kolieša, Comugnero/Kamunjar, Cras/Kras, Erbezzo/Arbeč, Goregnavas/Gorenja Vas, Ialig/Jalči, Lasiz/Laze, Linder/Linder, Loch/Log, Mersino (nom collectif de suivant villages: Bardo/Nabardo, Clin/Klin, Ierep/Jerebi, Iuretig/Juretiči, Marseu/Marsieli, Medves/Medvieži, Oballa/Obali, Pozzera/Pocera, Zorza/Žorži), Molino/Malin, Montefosca/Čarni Varh, Paceida/Pačejda, Pegliano/Ofijan (nom collectif de suivant villages: Cedarmas/Čedarmaci, Cocianzi/Kočjanci, Dorbolò/Dorboli, Flormi/Floram, Parmizi/Parmici, Sosgne/Šošnja, Stonder/Štonderi), Perovizza/Peruovca, Podvarschis/Podvaršč, Pulfero/Podbuniesac, Rodda (nom collectif de suivant villages: Bizonta/Bizonti, Brocchiana/Bročjana, Buttera/Butera, Clavora/Klavora, Cranzove/Kranjcove, Domenis/Domejža, Lacove/Lahove, Oriecuia/Oriehuje, Ossiach/Ošjak, Pocovaz/Pokovac, Puller/Pulerji, Scubina/Skubini, Sturam/Šturmi, Tumaz/Tuomac, Uodgnach/Uodnjak, Zeiaz/Zejci), Spagnut/Podšpanjud, Specognis/Špehuonja, Spignon/Varh, Stupizza/Štupca, Tarcetta/Tarčet, Zapatocco/Zapatok.

### Communes limitrophes
Faedis, San Pietro al Natisone, Savogna, Torreano, Caporetto (SLO).

## Galerie de photos

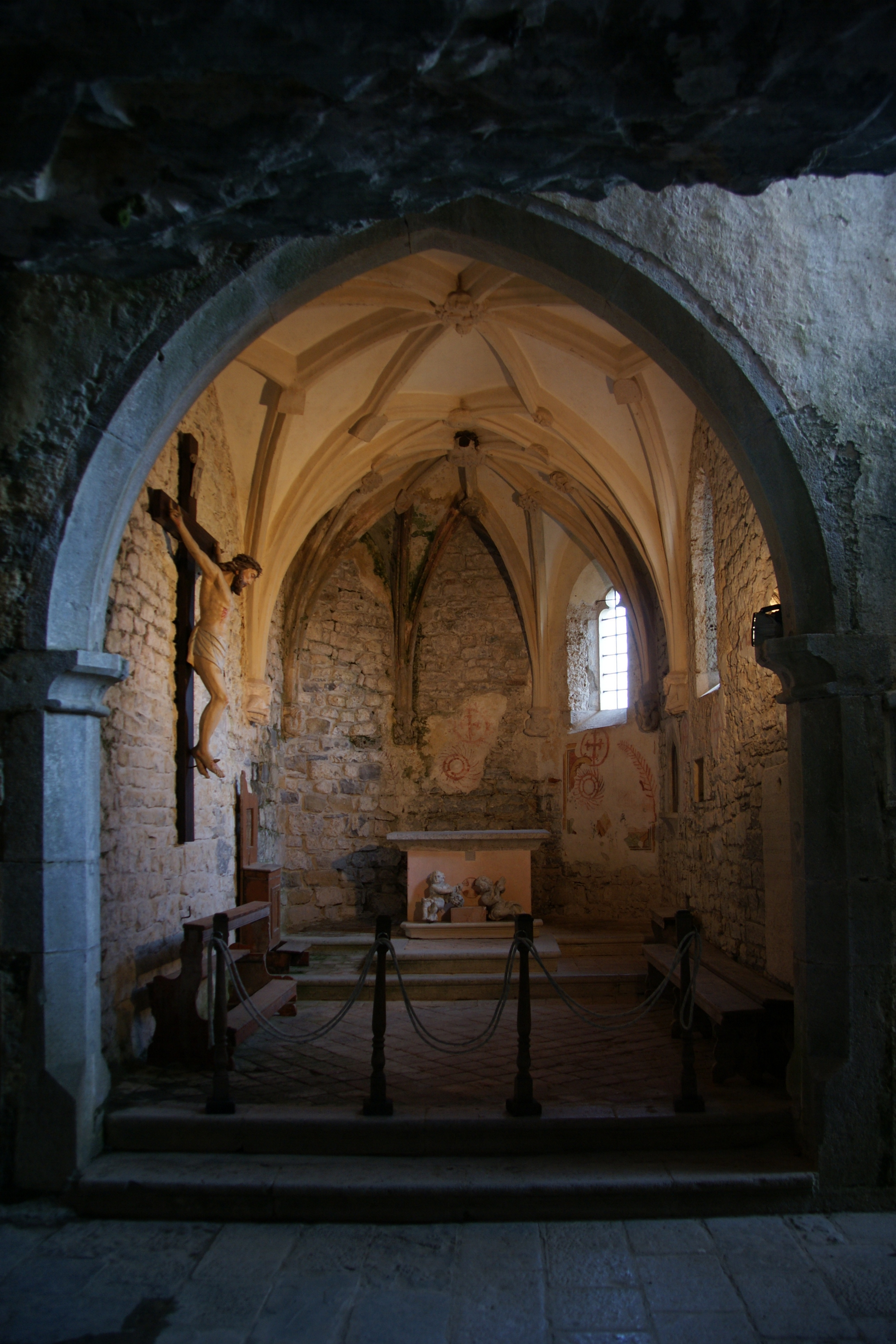
L'église de San Giovanni d'Antro
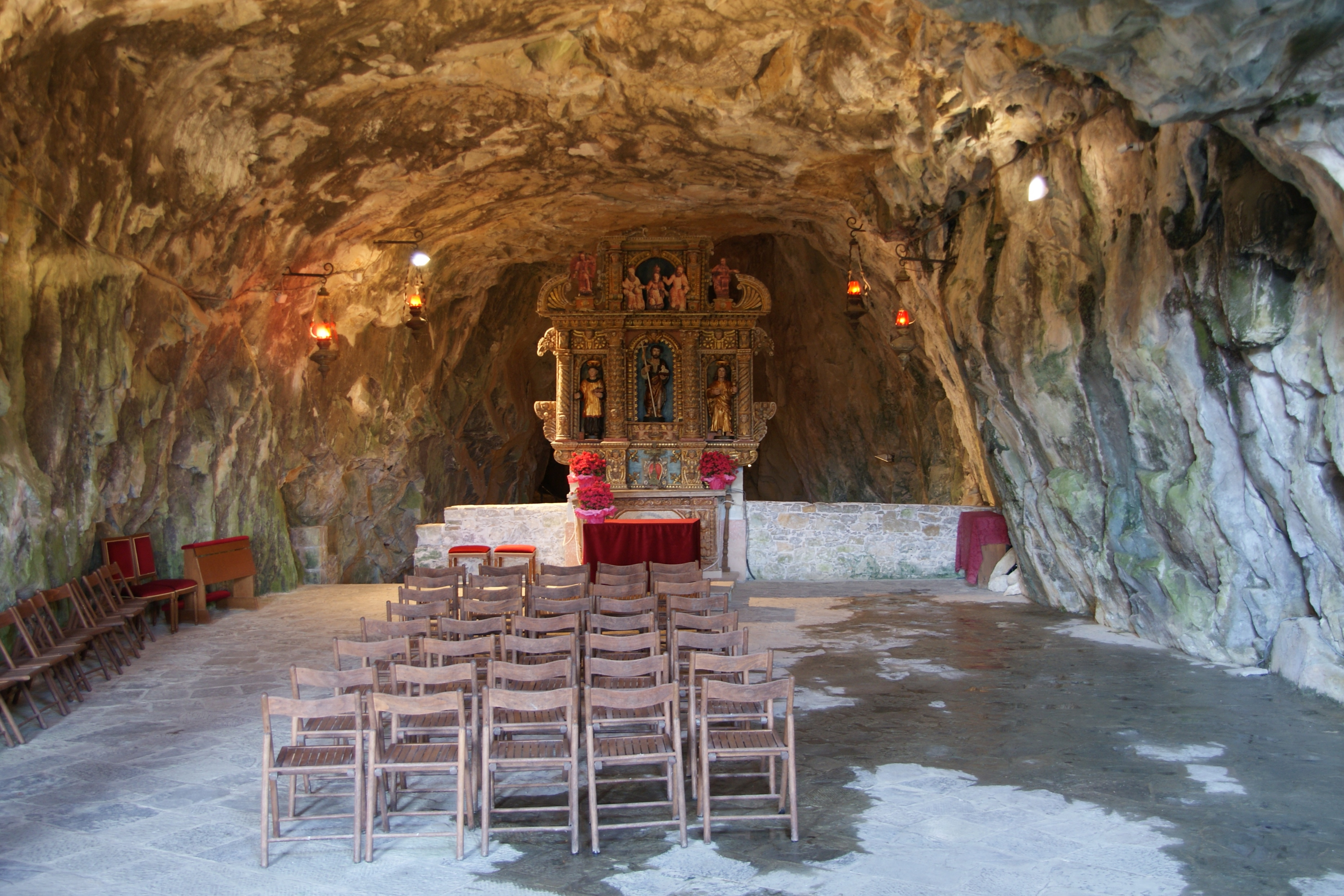
L'église de San Giovanni d'Antro
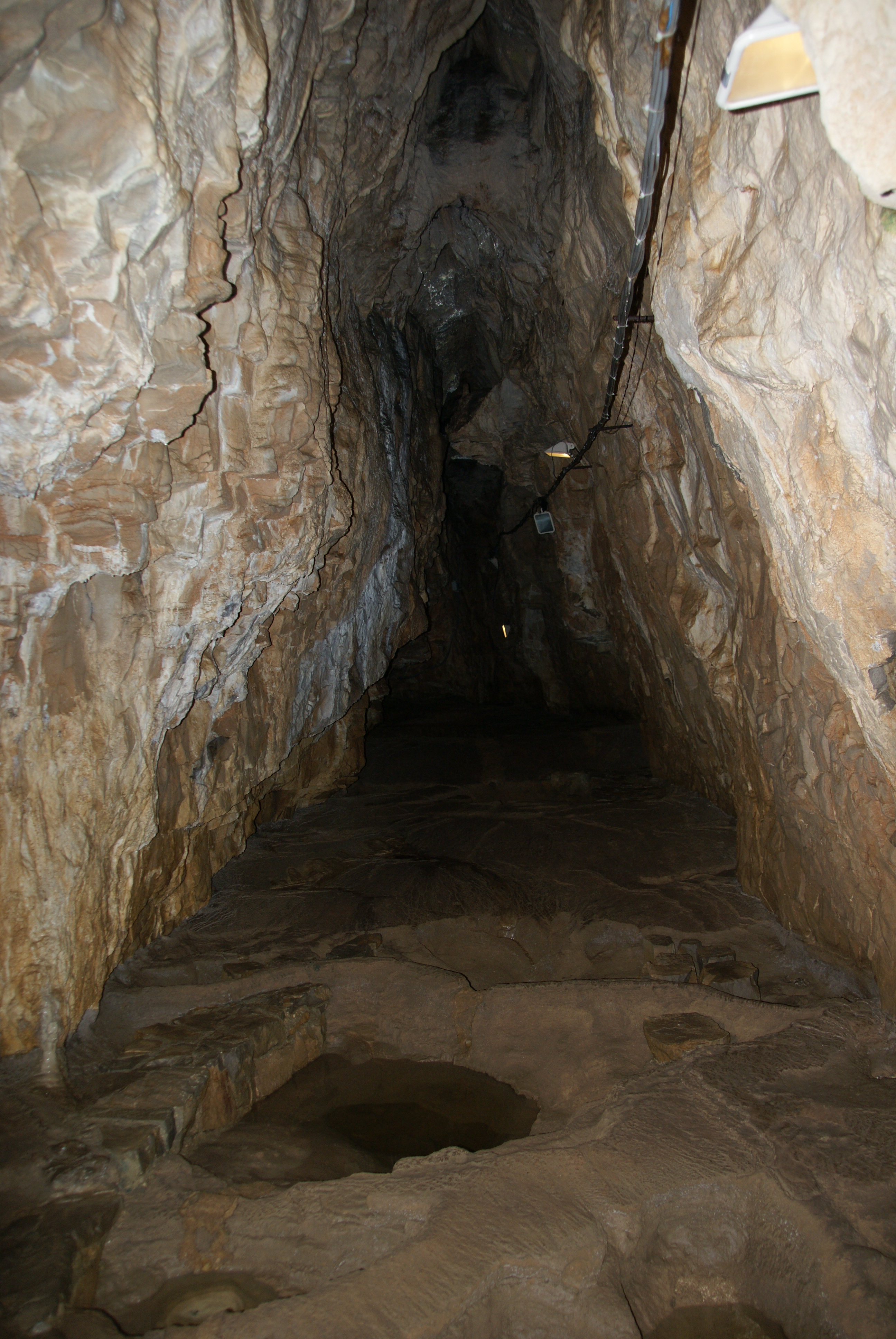
Le grotte de San Giovanni d'Antro
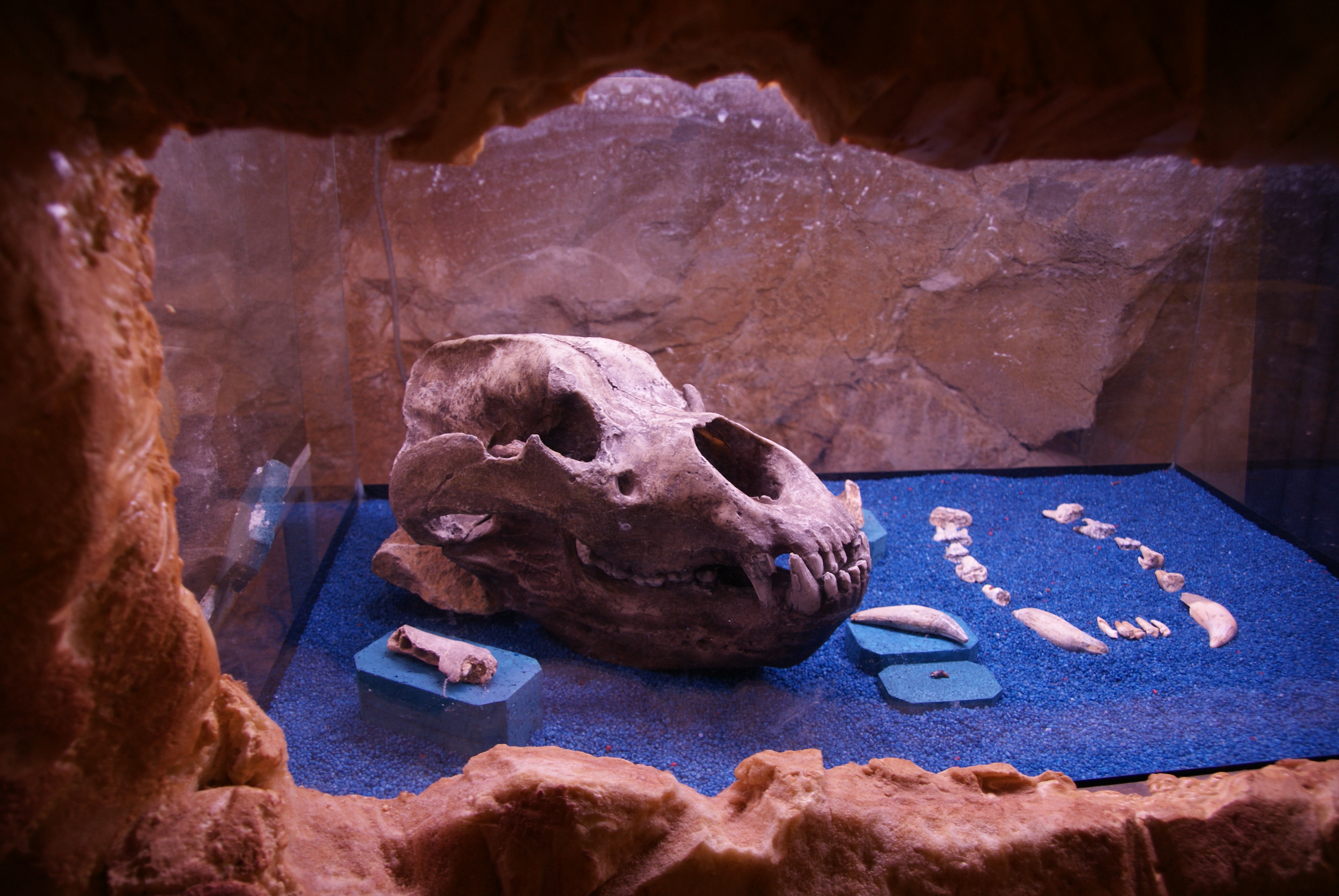
Le crâne de ours des cavernes (Ursus spelaeus) trouvé en le grotte de San Giovanni d'Antro